# Zemljopis Burkine Faso
Burkina Faso (bivša Gornja Volta) je kopnena Sahel zemlja koja graniči sa šest država. Nalazi se između pustinje Sahare i Gvinejskog zaljeva, južno od rijeke Niger.
Južni dio zemlje je zelen prekriven šumama i voćnjacima, dok je sjever prekriven pustinjom. Većina središnje Burkine Faso leži na visoravni savane na nadmorskoj visini od 198 do 305 metara, s poljima, grmljem i raštrkanim stablima. Velika područja države su zaštićena u kojima obitavaju lavovi, slonovi, nilski konji, majmuni, bradavičaste svinje i antilope. Zadnji primjerci afričkog divljeg psa zabilježeni su u Nacionalnom parku Arli, sada se smatra da je vrsta istrebljena u Burkini Faso.

## Površina
Burkina Faso ima ukupnu površinu od 274.200 km², od čega je 273.800 km² kopno a 400 km² voda. Za usporedbu, veća je od Ujedinjenog Kraljevstva, a manja od Italije. Ima ukupno 3193 km granice od tog s Beninom 306 km, Obalom Bjelokosti 584 km, Ganom 549 km, Malijem 1000 km, Nigerom 628 km i Togom 126 km.

## Klima
Burkina Faso ima prvenstveno tropsku klimu s dva vrlo različita godišnja doba. U vrijeme kišne sezone padne između 600 i 900 milimetara oborina, u sušnom razdoblju puše vrući suhi vjetar iz Sahare. Kišna sezona traje oko četiri mjeseca, od svibnja ili lipnja do rujna, a kraća je na sjeveru zemlje.

## Zemljište
Zemljište Burkine Faso sastoji se od dvije glavne vrste krajolika. Veći dio zemlje pokriven je erozivnim zemljištem, koje čini blago valoviti krajolik s nekoliko izoliranih brda. Jugozapad zemlje s druge strane čini pješčenjački masiv, gdje je najviši vrh države Ténakourou koji se nalazi na nadmorskoj visini od 749 metara. Masiv je omeđen strmim liticama i do 150 metara visokim. Prosječna nadmorska visina Burkina Faso je 400 metara, a razlika između najvišeg i najnižeg terena ne prelazi 600 metara.

## Resursi i okoliš
Prirodni resursi Burkine Faso su mangan, vapnenac, mramor, fosfat, plavac, sol te male naslage zlata. 17,7% zemlje je obradivo, a 0,22% su trajni nasadi prema podacima iz 2005. godine. Prema podacima iz 2003., 250 km ² zemlje se navodnjava.